# Zawada (powiat będziński)
Zawada – wieś w Polsce położona w województwie śląskim, w powiecie będzińskim, w gminie Mierzęcice.
Wieś biskupstwa krakowskiego w księstwie siewierskim w końcu XVIII wieku. W latach 1975–1998 miejscowość należała administracyjnie do województwa katowickiego.